# Холлабрунн
Хо́ллабрунн (нем. Hollabrunn) — город, окружной центр в Австрии, в федеральной земле Нижняя Австрия.
Входит в состав округа Холлабрунн. Население составляет 11 128 человек (на 31 декабря 2005 года). Занимает площадь 152,38 км².

## Фотографии

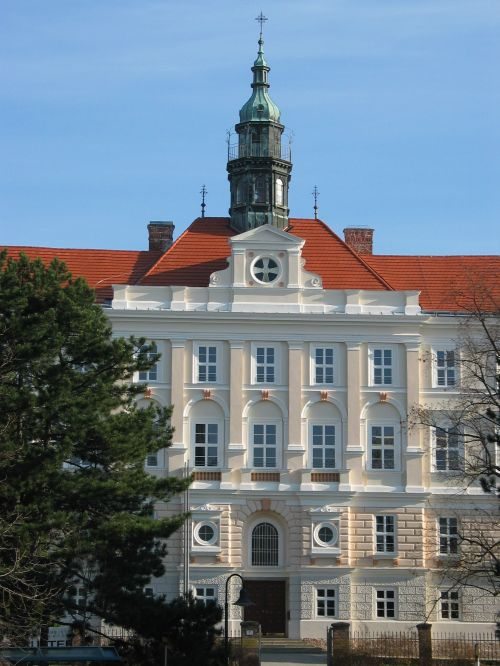
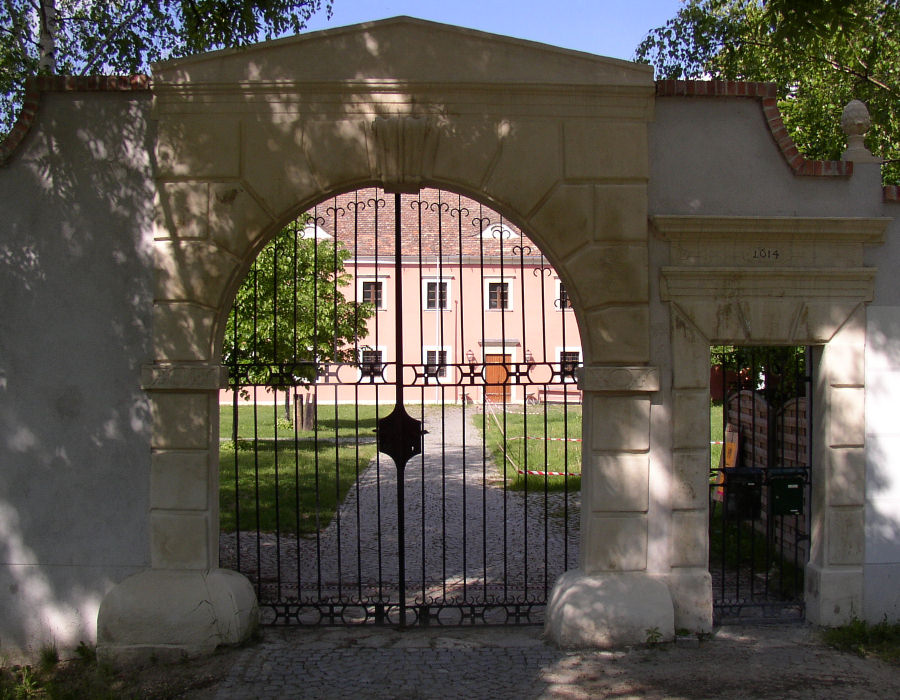
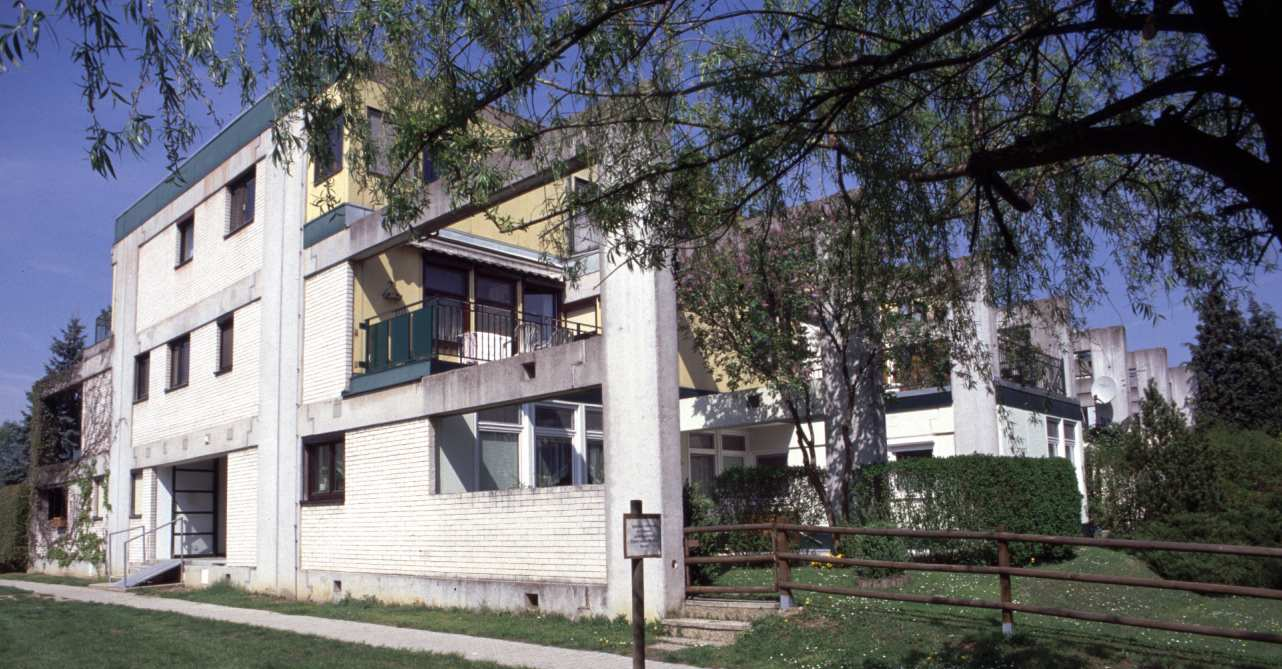

## Политическая ситуация
Бургомистр коммуны — Хельмут Вундерль (АНП) по результатам выборов 2005 года.
Совет представителей коммуны (нем. Gemeinderat) состоит из 37 мест.
- АНП занимает 20 мест.
- СДПА занимает 10 мест.
- АПС занимает 4 места.
- Зелёные занимают 3 места.